# Homens da Luta
A Homens da Luta egy portugál együttes, Portugáliát képviselték a 2011-es Eurovíziós Dalfesztiválon Németországban. Az együttes neve portugálról fordítva azt jelenti, hogy A küzdelem emberei. Az együttes első nagylemeze 2010-ben jelent meg A Canção é uma arma (magyarul: A dal a fegyver) címmel.
Az egész Homens Da Luta történelem 1974-ben, április 25-én kezdődik – ez egy lisszaboni felkelés dátuma. Az együttes dalai stílusban a forradalom tipikus indulóit követik, mely mellett jól megfér a népies hangzás is. Nemcsak a dallamvilág, hanem a maguk a tagok is ezeket az időket idézik megjelenésükkel: egy-egy bandabeli énekes egy-egy, a hetvenes években jelentős politikai szerepet vállaló személy karikatúrája. Az együttest a népszerű testvérpár, Nuno Duarte “Jel” és Vasco Duarte alapította, és kétségkívül ők a formáció legmeghatározóbb egyéniségei. Első nagyobb nyilvános szereplésük 2006-ban, egy tévéshow-ban volt, mellyel hirtelen nagy népszerűséget és rajongótábort szereztek. Ezután bejárták egész Portugáliát, gyakran utcazenészként terjesztve sajátságos humorukat és stílusukat.
Az RTP köztelevízió 2011. március 5-én rendezett nemzeti döntőjét megnyerték, így májusban ők lettek Düsseldorfban a portugál versenyzők. Az első elődöntőben az utolsó előtti helyen végeztek, így nem jutottak tovább a döntőbe.